# Agatarc de Siracusa
Agatarc o Agatarcos de Siracusa (en llatí Agatharchus, en grec antic Ἀγάθαρχος) fou un militar siracusà que va dirigir una flota de dotze naus que l'any 413 aC va visitar els ports aliats i va lluitar contra els atenencs. El mateix any va ser un dels comandants a la decisiva batalla naval del Setge de Siracusa.